# NXPH3
NXPH3‏ (Neurexophilin 3) هوَ بروتين يُشَفر بواسطة جين NXPH3 في الإنسان.